# بول قدموس
بول قدموس (بالإنجليزية: Paul Cadmus) (و. 1904 – 1999 م) هو فنان، ورسام من الولايات المتحدة الأمريكية ولد في مدينة نيويورك.

## روابط خارجية
- بول قدموس على موقع الموسوعة البريطانية (الإنجليزية)